# 산호해 제도

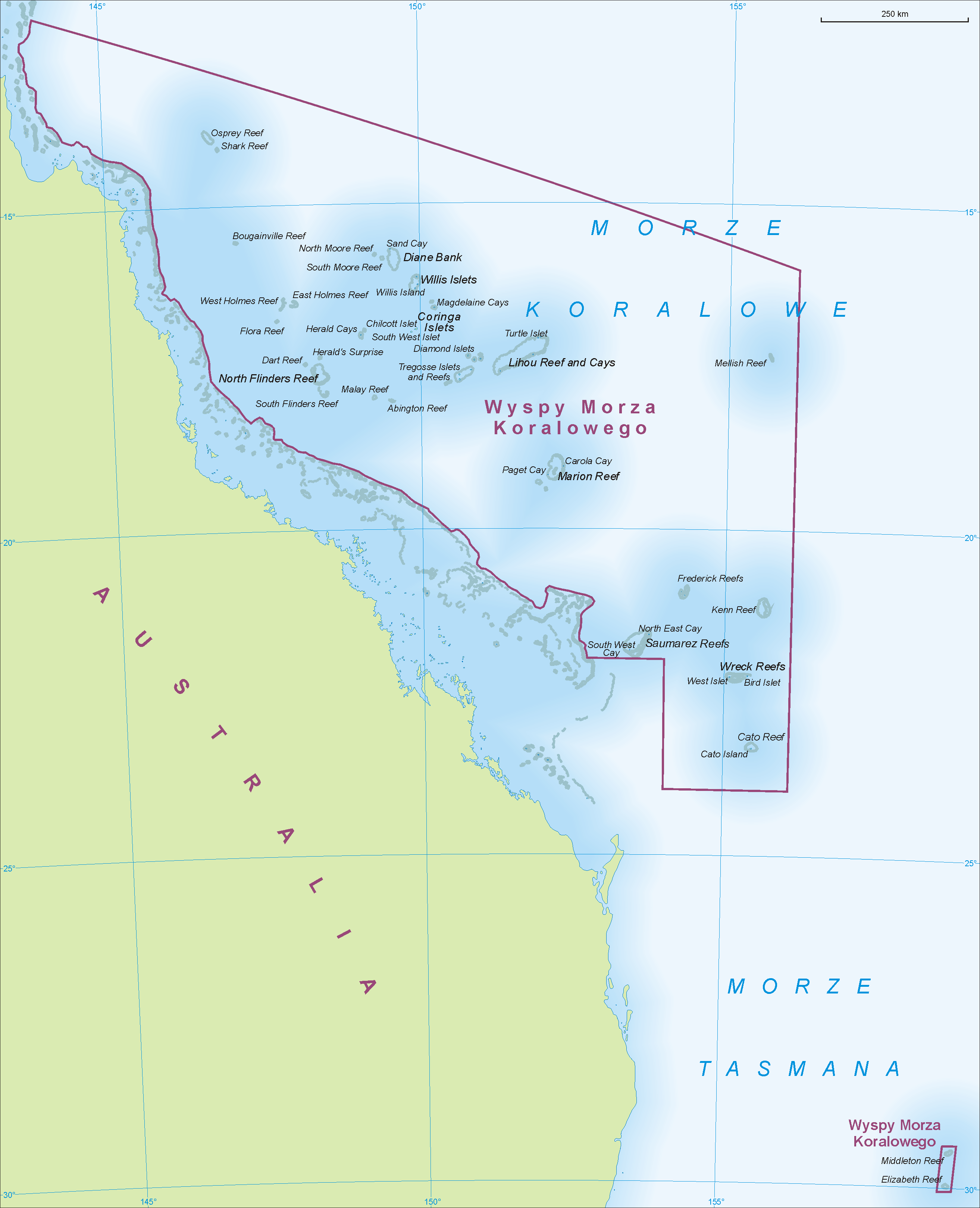
산호해 제도

산호해 제도의 기

산호해 제도의 문장

산호해 제도(영어: Coral Sea Islands)는 오스트레일리아 퀸즐랜드주 북동쪽 산호해에 위치한 오스트레일리아령의 군도이다. 암초 등을 포함한 전체 면적은 약 780,000km2이며, 육지 면적은 3km2이다. 윌리스섬의 기상관측소 외에는 사람이 살고 있지 않다.
1870년대와 1880년대에 개발이 시도됐지만, 현지에서 식수를 얻을 수 없어 중단되었다. 결국, 1969년에는 오스트레일리아의 영토로 편입되었다.

## 같이 보기
- 오스트레일리아의 섬 목록
- 산호해 제도 게이 앤드 레즈비언 왕국